# Museumsdorf Cloppenburg

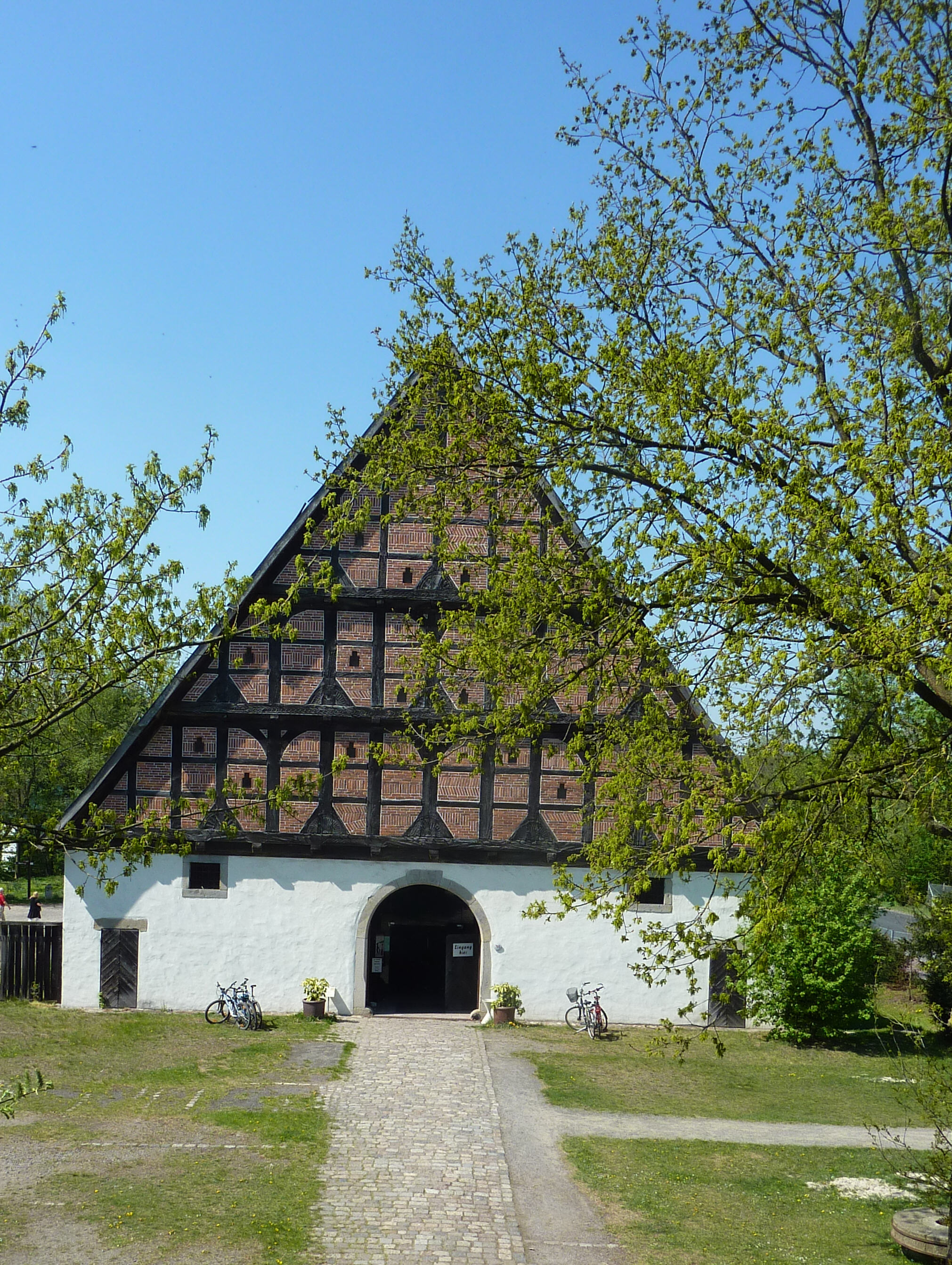
Tiendschuur, tot 2020 ingang van het Museumsdorf

Museumsdorf Cloppenburg is een openluchtmuseum in de Duitse stad Cloppenburg, ca. 100 km ten noordoosten van de Nederlandse grens in Twente. Het heeft een oppervlakte van 20 hectare.

## Geschiedenis
Het openluchtmuseum is gesticht in 1934, ten tijde van het bewind van Adolf Hitler. Al in 1922 had Heinrich Ottenjann, een leraar aan een middelbare school, een streekmuseum opgericht. Rond 1933 kwam het idee op, in navolging van Skansen in Zweden een openluchtmuseum volgens dat concept te realiseren. Ottenjann kreeg voor dit project, dat in veel opzichten bruikbaar was binnen de Blut und Boden-ideologie van de nazi's, steun en subsidie van de overheid. Hij probeerde wel, en niet zonder succes, al te opdringerige nazipropaganda buiten de deur te houden en zich aan wetenschappelijk verantwoorde principes te houden. De officiële opening vond plaats in 1936. In 1945 leed het park oorlogsschade; zes huizen werden door geallieerde bombardementen verwoest. Het belangrijkste van die gebouwen, de Quatmannshof,  werd in 1962 herbouwd. Een in 2020 ingediend uitbreidingsplan, met als doel ook het plattelandsleven van kort na de Tweede Wereldoorlog in het museum te reconstrueren, kon slechts gedeeltelijk worden uitgevoerd. In juli 2021 brandde te Varrelbusch een depotgebouw van het museum af, en er waren ook moeilijkheden met de financiering. Wel werd een plattelandsdiscotheek van de jaren 1950 op het terrein herplaatst, en werd daar een nieuwe hoofdingang gerealiseerd.

## Doel
Het Nedersaksische Openluchtmuseum heeft een educatie- en onderzoeksopgave met betrekking tot de cultuur- en landbouwgeschiedenis van Nedersaksen. In concreto heeft het als taak de voor de deelstaat typerende landelijke monumentale gebouwen te onderzoeken en te documenteren. Ook wordt kennis over de oude ambachten van het platteland verzameld, onderzocht en gedemonstreerd.

## Beschrijving
Het museum toont de plattelandsgeschiedenis vanaf de 16e tot en met de 20e eeuw. De ongeveer zestig aanwezige  historische gebouwen zijn ingericht met een bijbehorende inventaris zoals meubels en gereedschappen. Vele hebben een traditionele tuin en een stukje akkerland. Ook worden er historische vee- en pluimveerassen gehouden. De meest markante gebouwen in het complex zijn de tiendschuur in vakwerkstijl bij de ingang, enige windmolens waaronder een achtkante bovenkruier, een rosmolen, een kerkje in vakwerkstijl, een bakstenen Gulfhaus uit Oost-Friesland, de vakwerkboerderij Wehlburg uit het Artland, een 18e-eeuws dorpsschooltje en een kasteelachtige herenboerderij. Verder zijn er diverse historische boerenschuren en werkplaatsen waaronder een brouwerij. Er is een collectie landbouwwerktuigen en -machines van voor 1970. Het museum beschikt over een expositieruimte, een restaurant en een museumshop. Een gedeelte van het complex is toegankelijk voor gehandicapten.

## Galerij

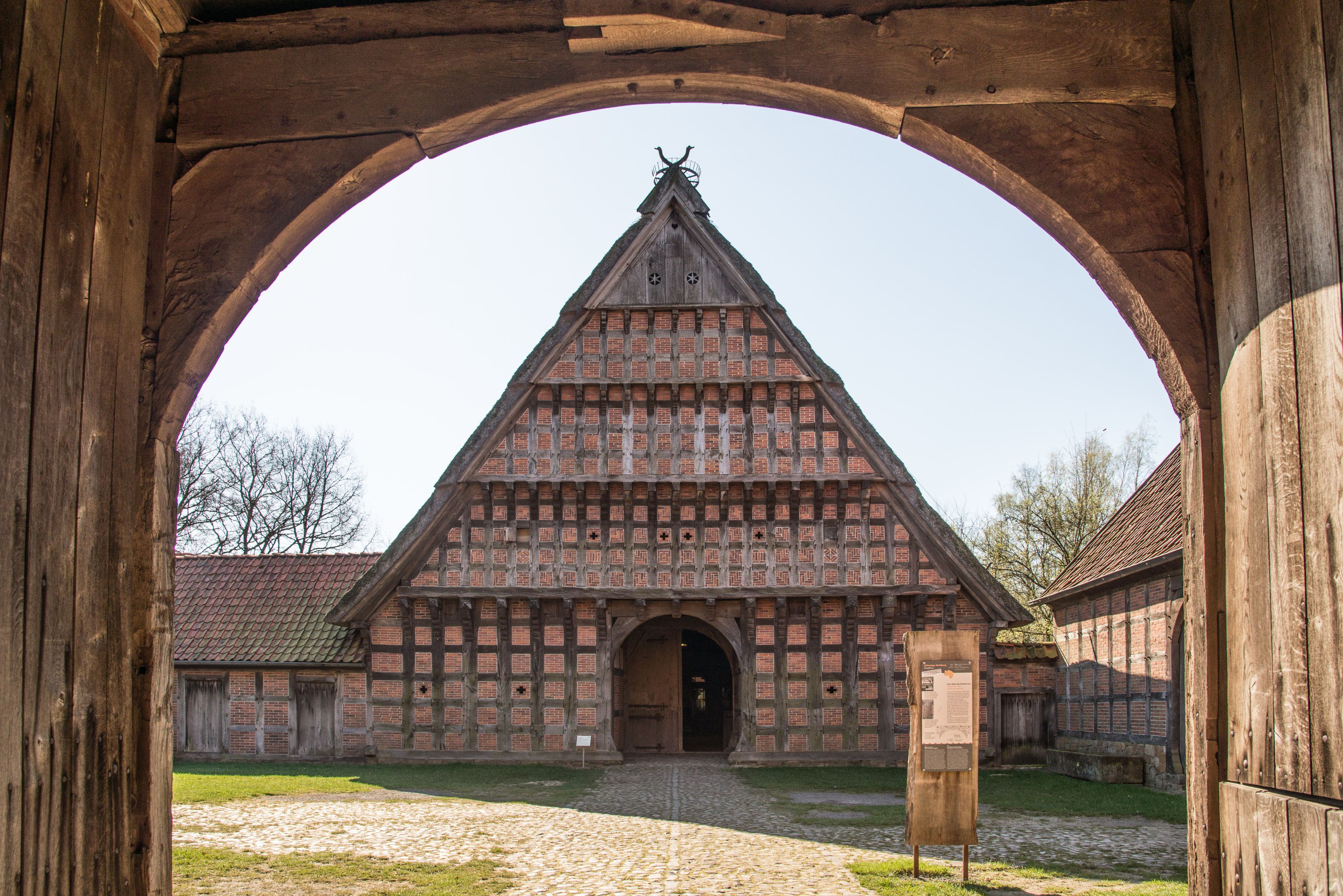
Boerderij Wehlburg
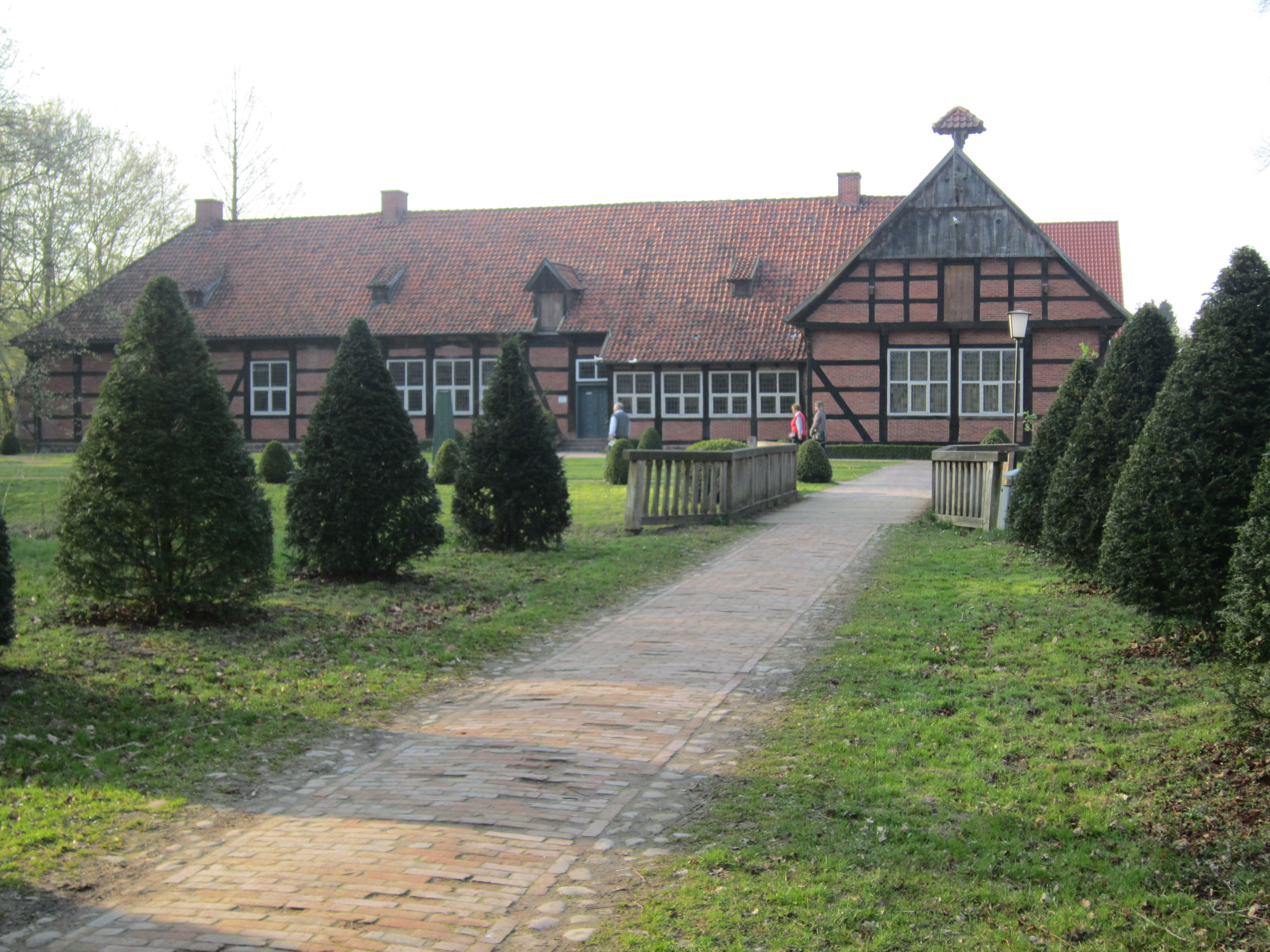
Herenhuis Arkenstede
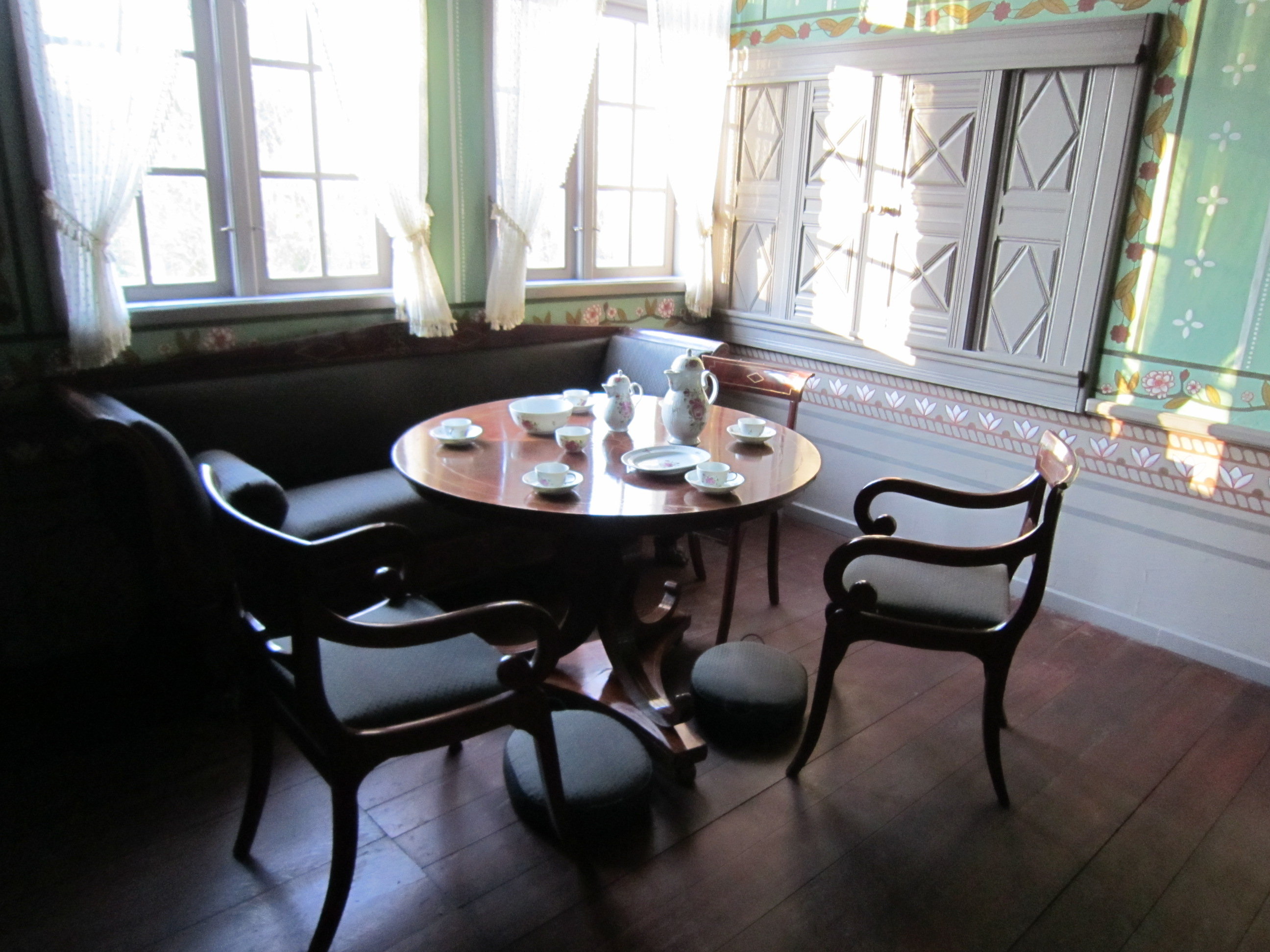
Opkamer in de Quatmannshof
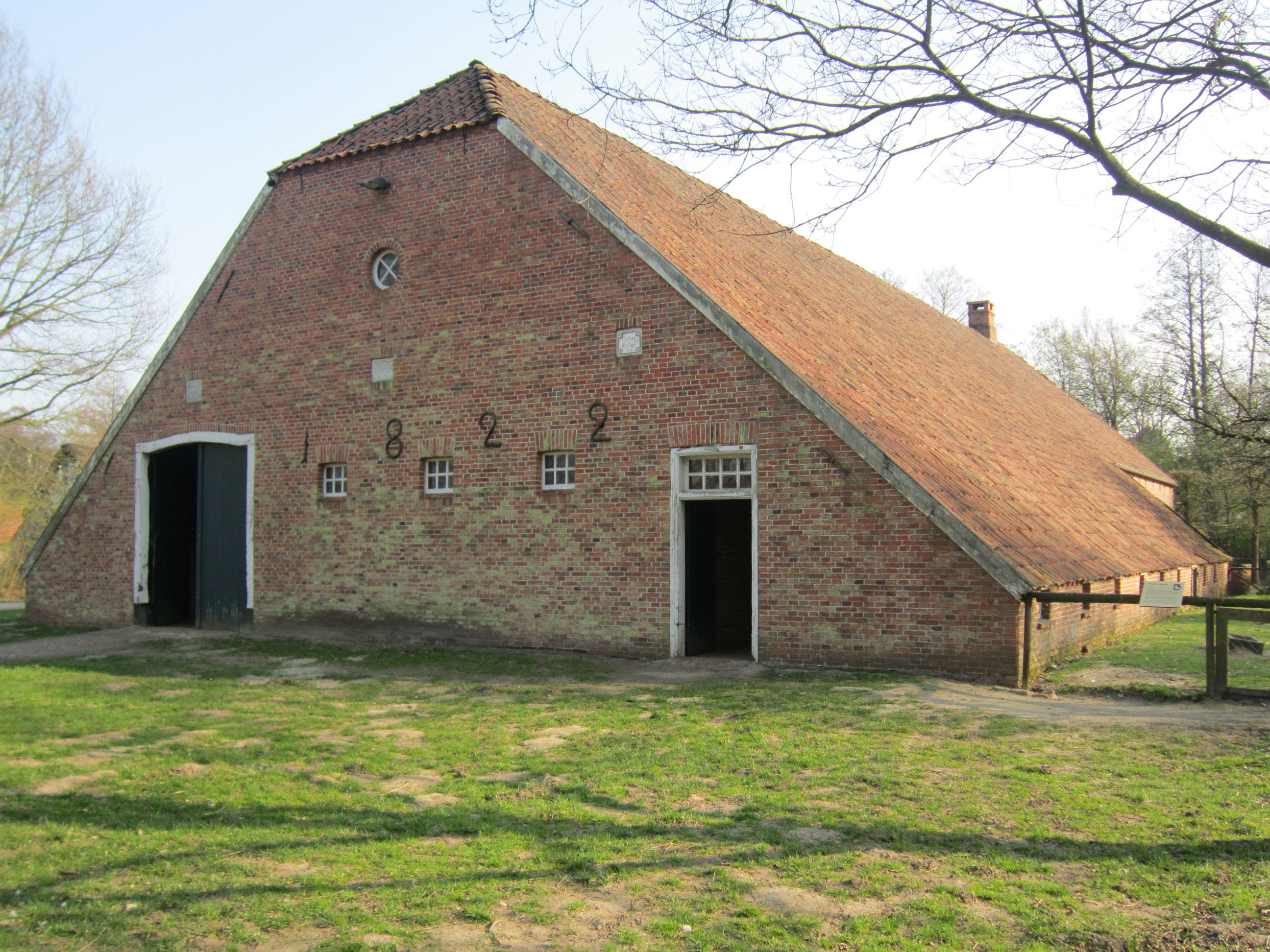
Hof Awick (Gulfhaus)
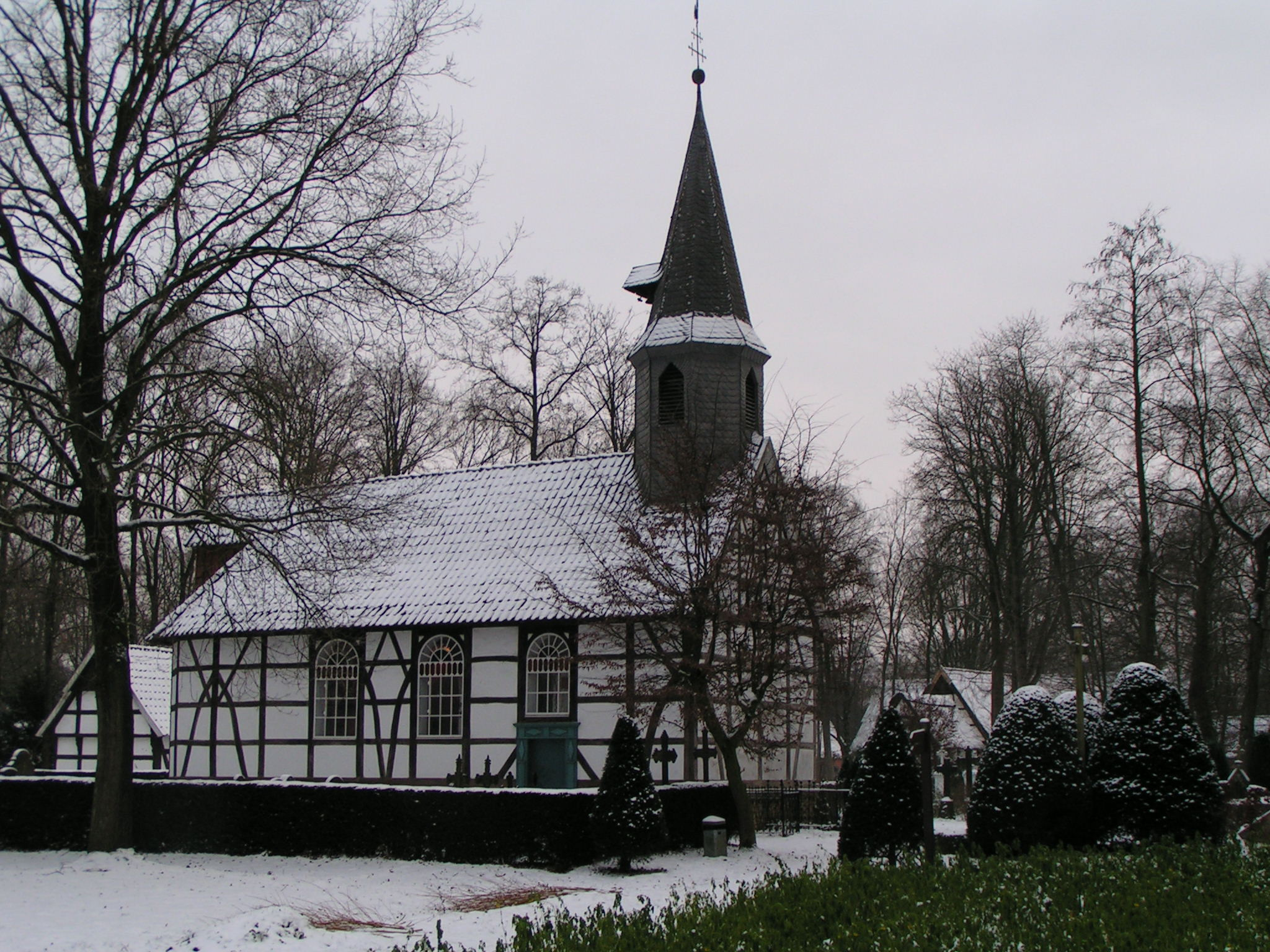
Kerkje uit Klein Escherde
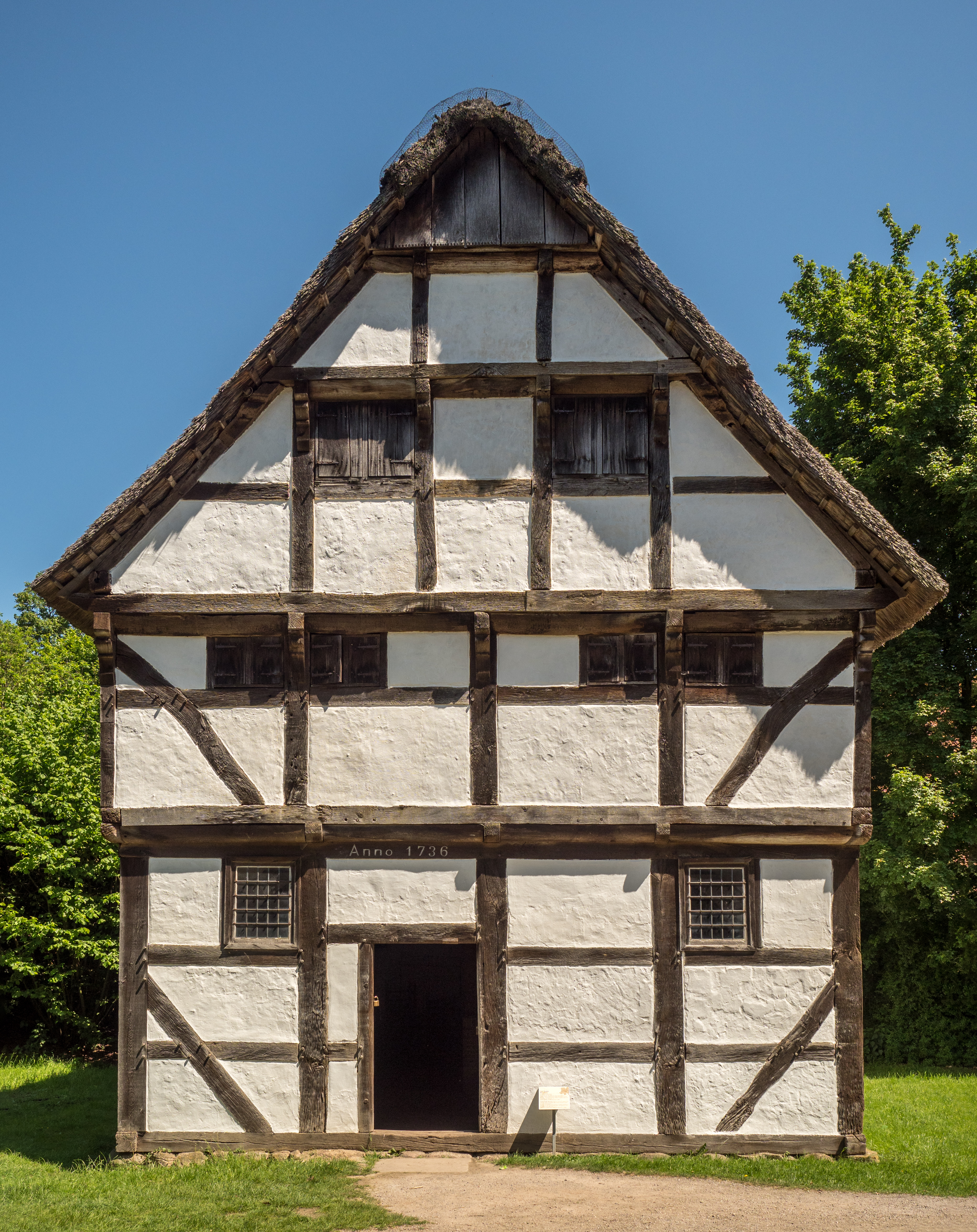
Brouwerij
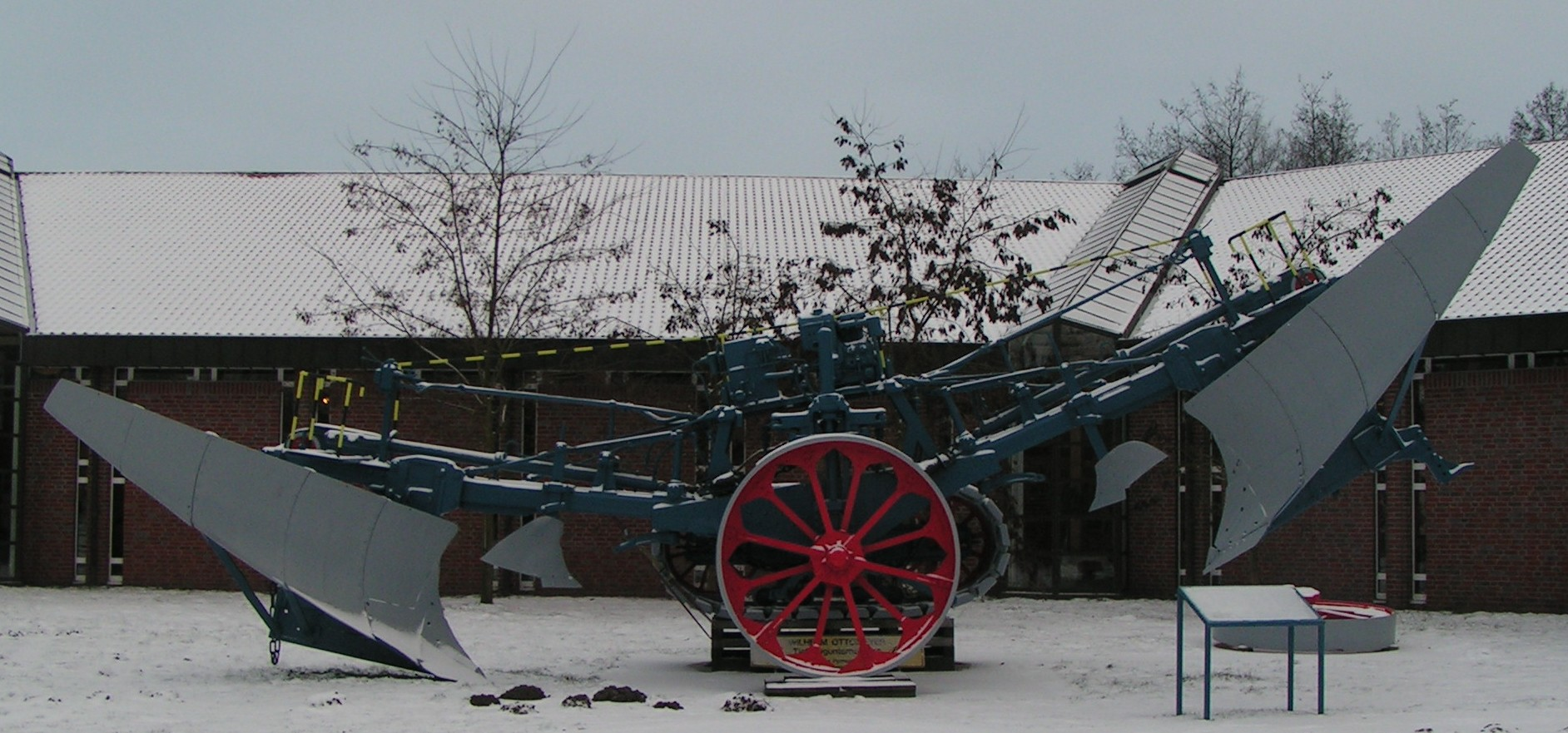
Ploeg om diep te ploegen
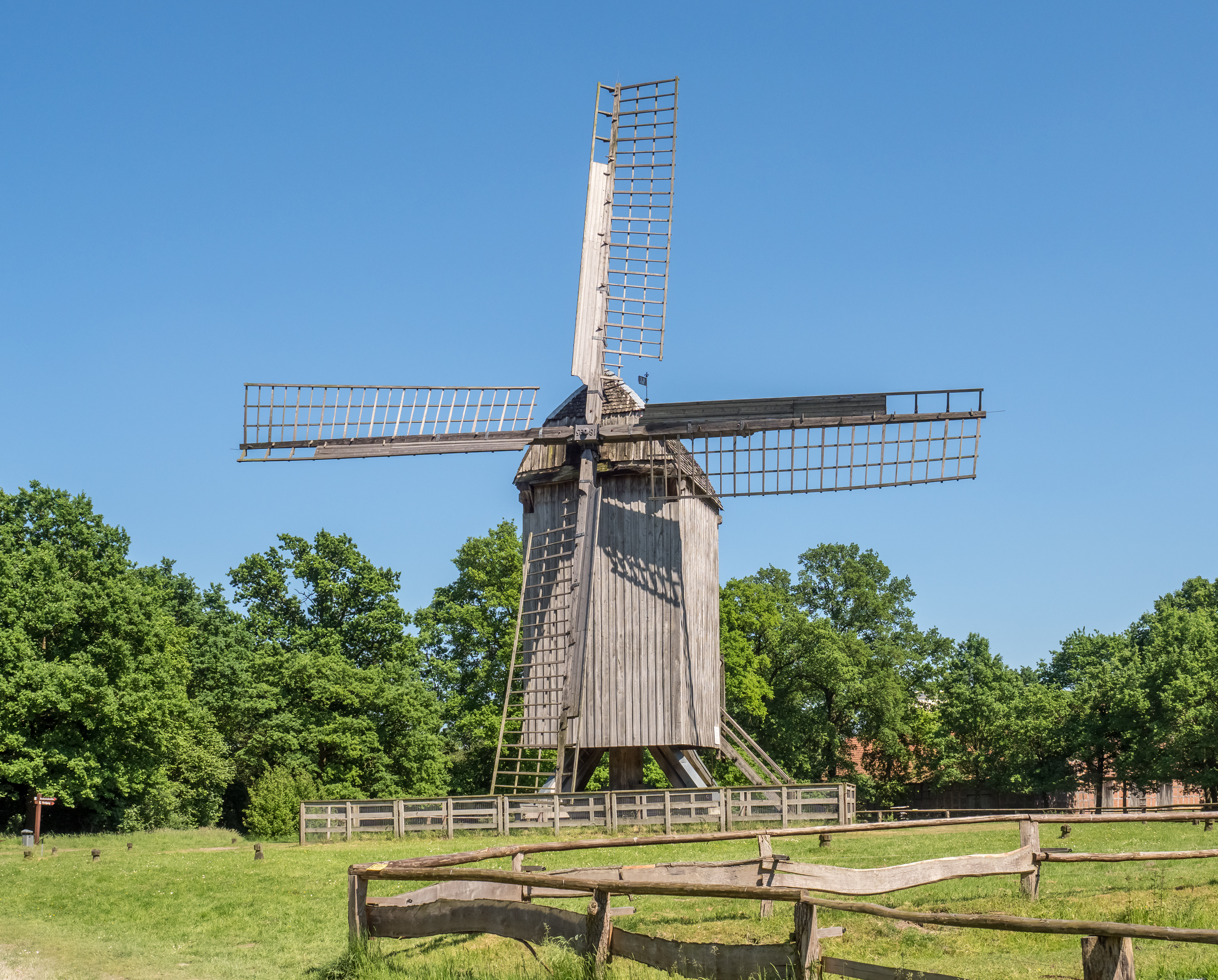
Standaardmolen
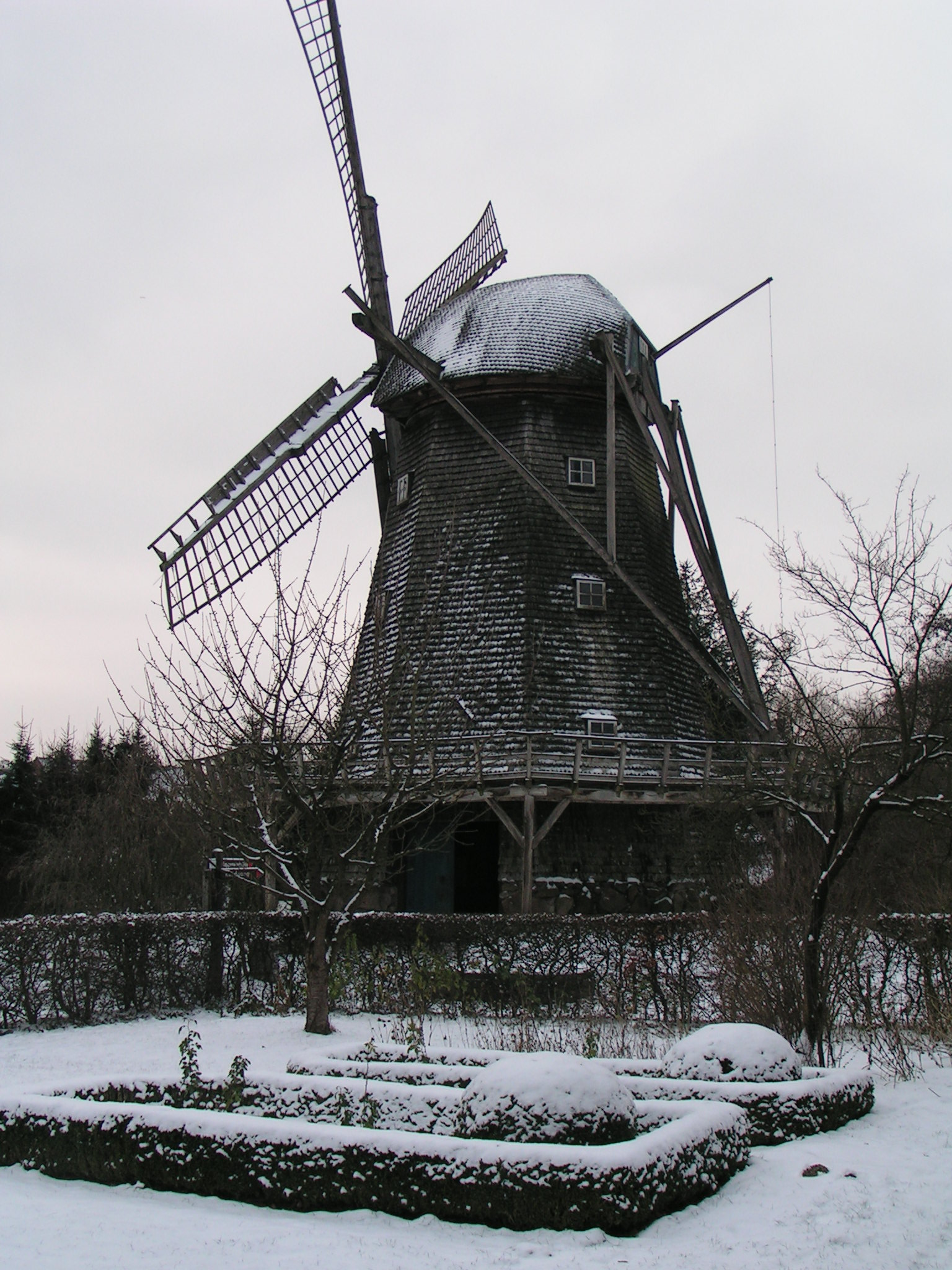
Bovenkruier
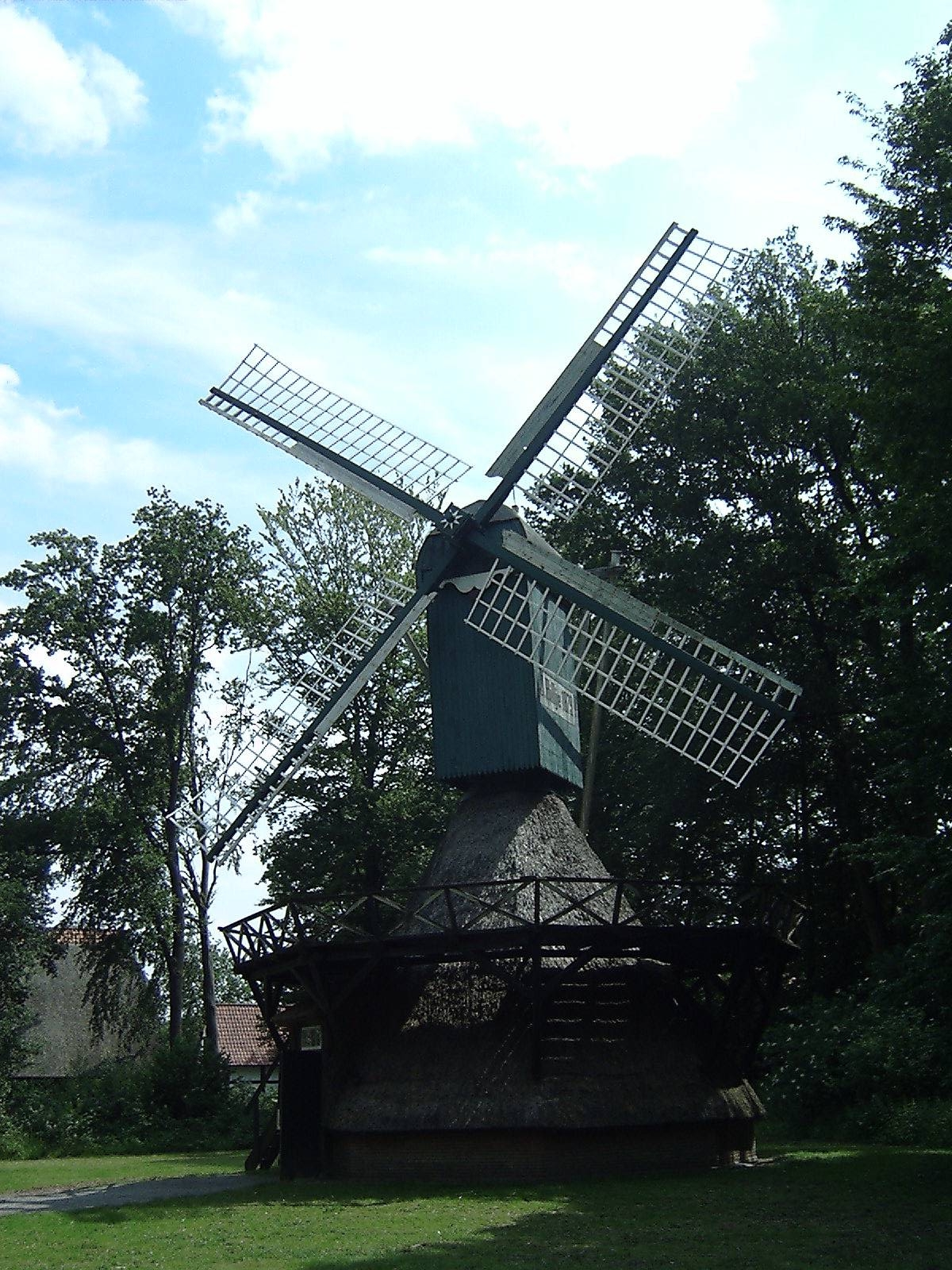
Wipmolen
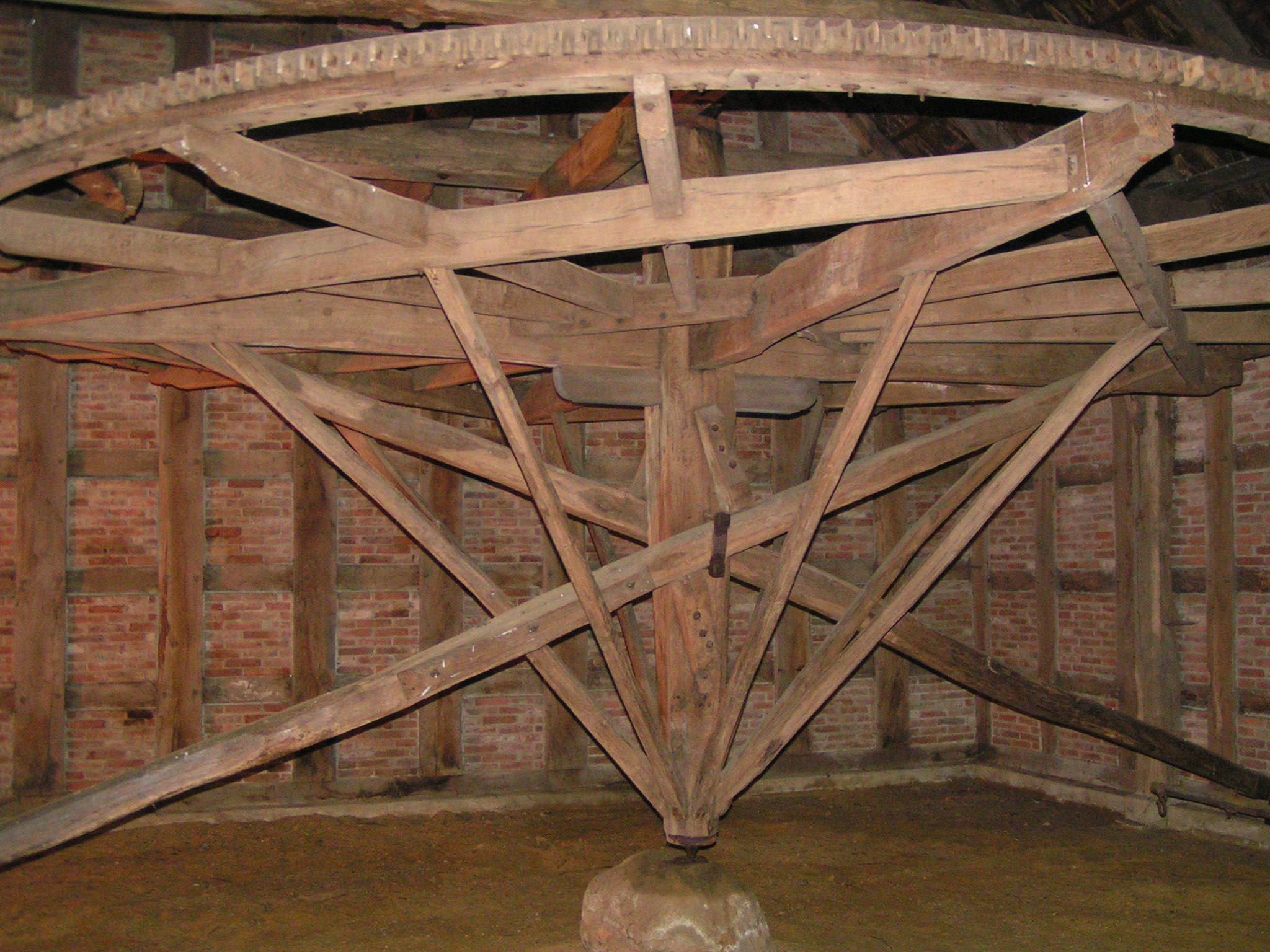
Pferdegöpel (rosmolen)
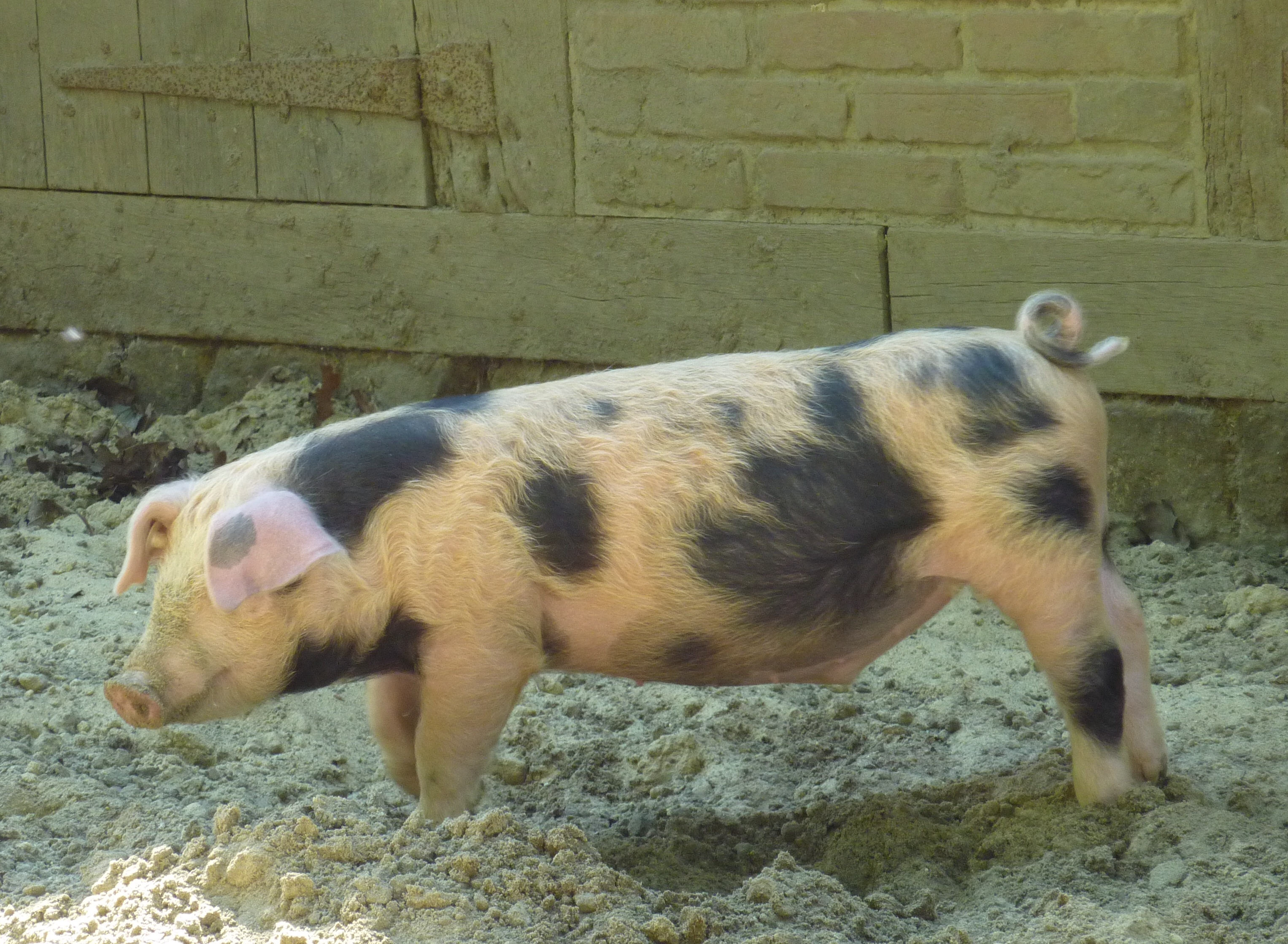
Bonte Bentheimer Landvarken
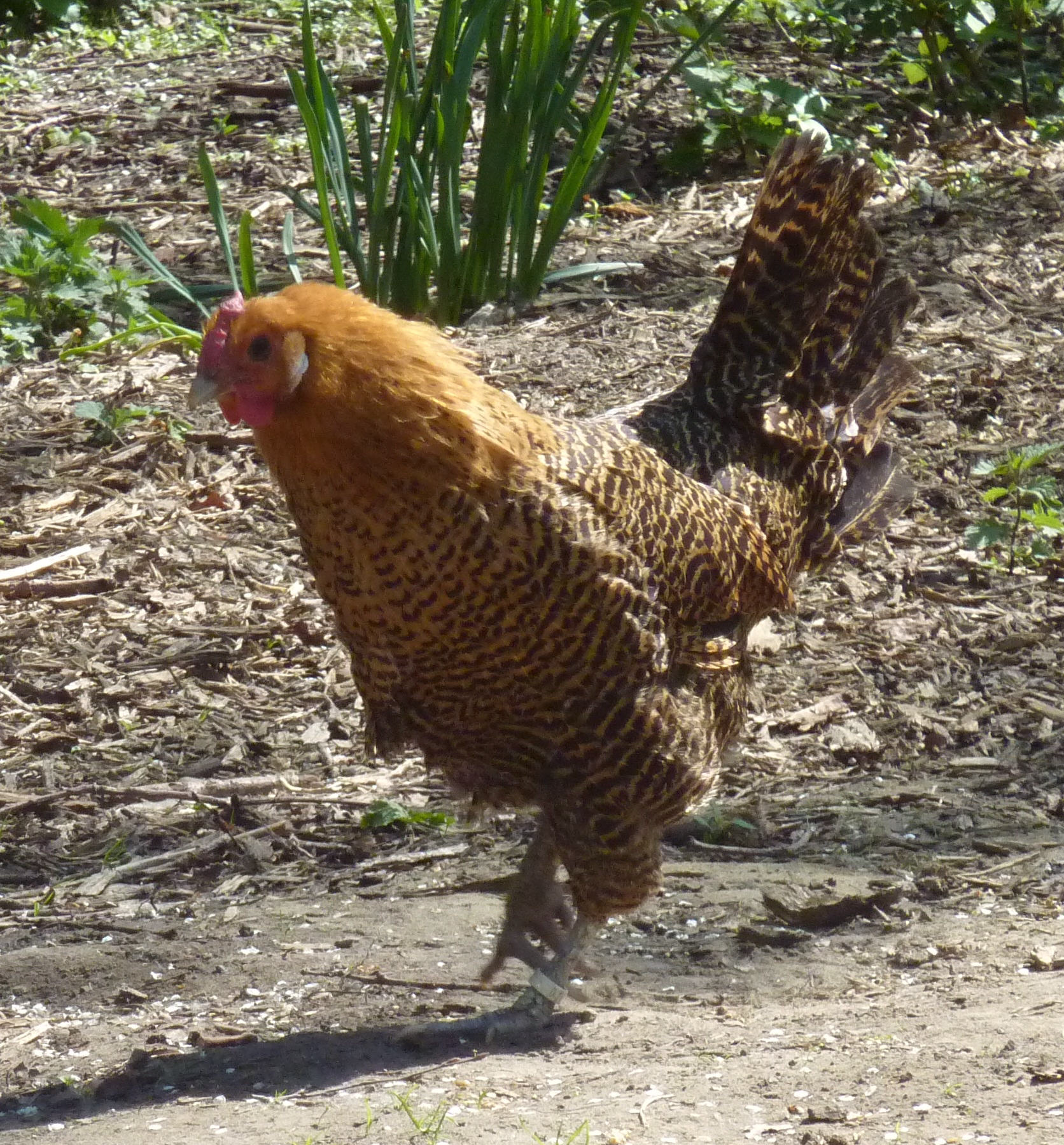
Westfälischer Totleger [2] legkip
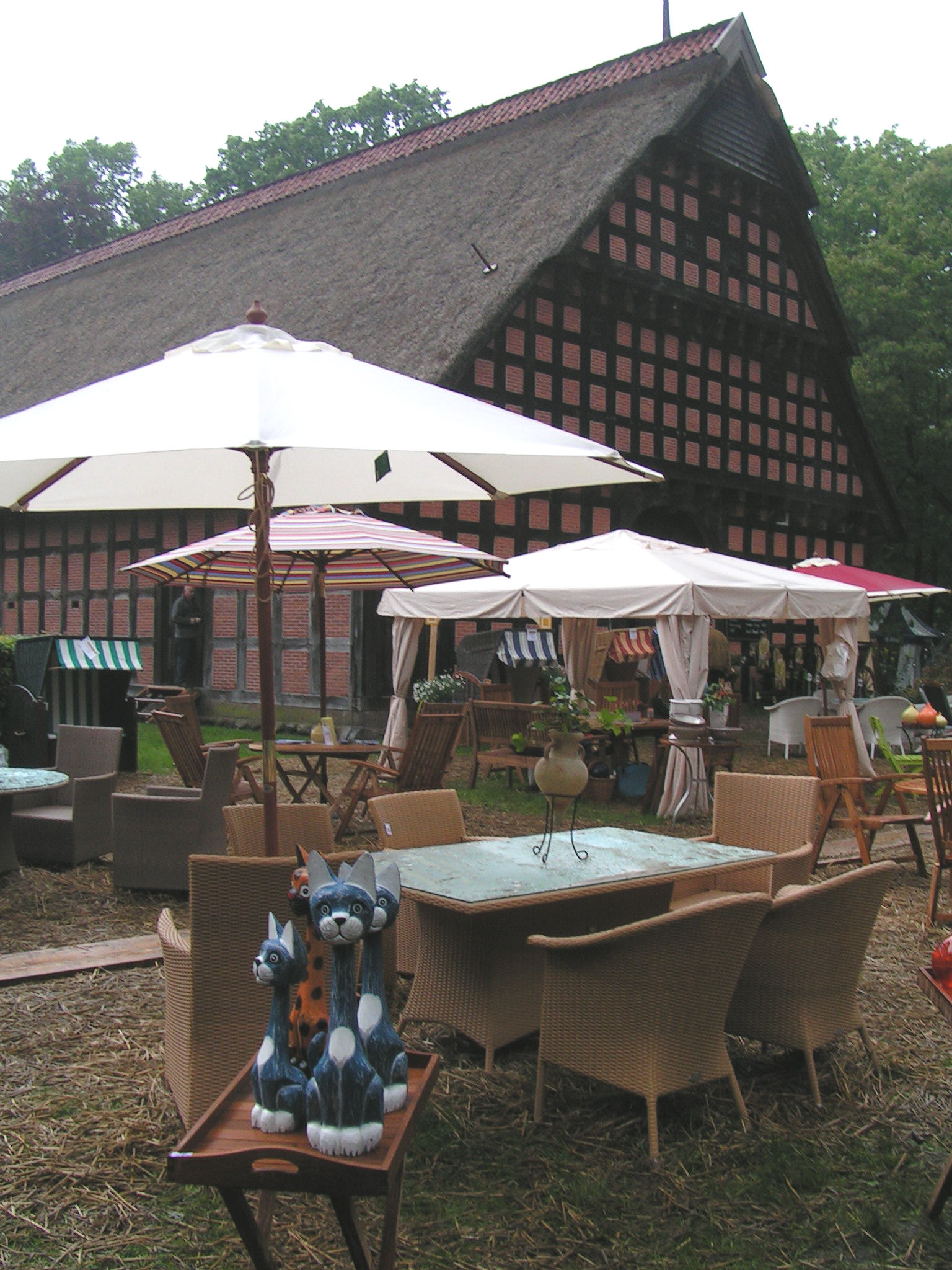
"Tuinfeest" bij de Quatmannshof
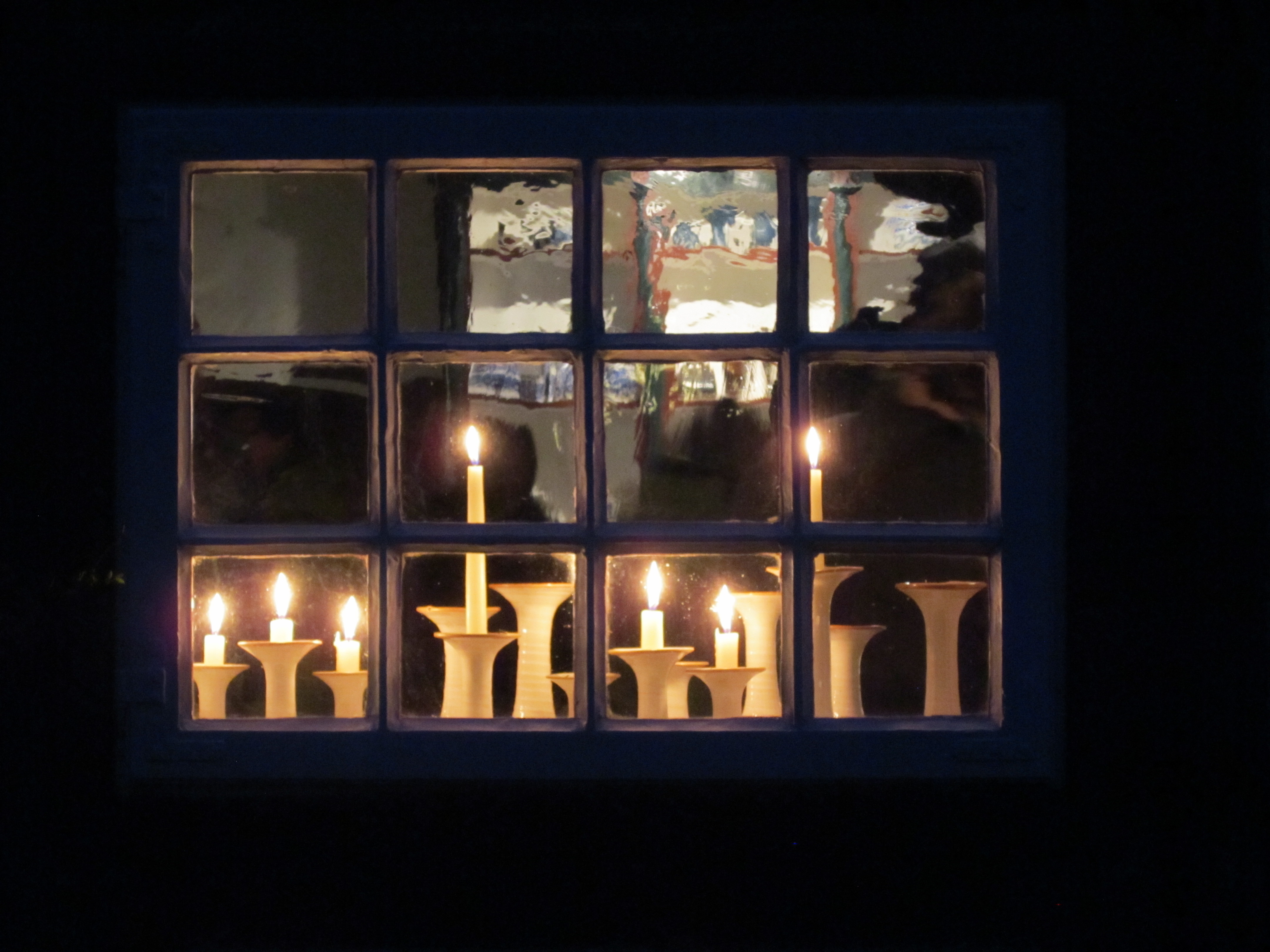
De jaarlijkse St.-Nicolaasmarkt rond 6 december